# Angles adjacents

Les angles A et B sont adjacents.

En géométrie, trois demi-droites du plan ayant même origine forment deux angles adjacents. Deux angles sont dits adjacents si :
- ils ont le même sommet,
- ils ont un côté commun,
- ils sont de part et d'autre de ce côté commun.

Si deux angles adjacents sont supplémentaires, leurs côtés non-communs sont parallèles et forment une droite. S'ils sont complémentaires, leurs côtés non-communs sont perpendiculaires et forment un angle droit.